# گستون پلتیه
گستون پلتیه (انگلیسی: Gaston Peltier؛ زادهٔ ۱ ژانویهٔ ۱۸۷۶ - درگذشته نامشخص) بازیکن فوتبال اهل فرانسه بود.
وی به همراه تیم ملی فوتبال فرانسه در بازی‌های المپیک تابستانی ۱۹۰۰ شرکت کرده و به مدال نقره دست پیدا کرده‌است.